# Libertas Trogylos Basket 1988-1989
La stagione 1988-1989 della Libertas Trogylos Basket è stata la terza consecutiva disputata in Serie A1 femminile.
La società siracusana si è classificata al terzo posto nella massima serie e ha vinto lo scudetto battendo in quattro gare la Gemeaz Milano.

## Verdetti stagionali
Competizioni nazionali
- Serie A1:

stagione regolare: 3º posto su 16 squadre (21-9);
play-off: vincitrice in finale contro Milano (7-2).

## Rosa
| Giocatrici |
| ---------- |

| N° | Naz.                   | Ruolo | Sportivo            | Anno | Alt. |  |
| -- | ---------------------- | ----- | ------------------- | ---- | ---- |  |
|    | Italia (bandiera)      | G     | Daniela Altamore    | 1972 | 172  |  |
|    | Italia (bandiera)      | GA    | Annarita Anellino   | 1963 | 180  |  |
|    | Italia (bandiera)      |       | Marilena Fugazzotto |      |      |  |
|    | Italia (bandiera)      | P     | Roberta Gitani      | 1963 |      |  |
|    | Italia (bandiera)      |       | Elena Ingargiola    |      |      |  |
|    | Italia (bandiera)      |       | Mara Nimis          | 1969 |      |  |
|    | Italia (bandiera)      | P     | Susanna Padovani    | 1963 | 168  |  |
|    | Italia (bandiera)      | G     | Maria Puglisi       | 1972 | 175  |  |
|    | Stati Uniti (bandiera) | C     | Regina Street       | 1962 | 194  |  |
|    | Italia (bandiera)      | C     | Pina Tufano         | 1965 | 201  |  |
|    | Italia (bandiera)      |       | Maria Grazia Ursino | 1970 |      |  |
|    | Italia (bandiera)      | G     | Sofia Vinci         | 1966 | 175  |  |
|    | Stati Uniti (bandiera) | G     | Lynette Woodard     | 1959 | 180  |  |

| Staff tecnico                   |
| ------------------------------- |
| Allenatore: Santino Coppa       |
| Vice allenatore: Marco Braghero |

## Statistiche
| Giocatrice          | Gare | Punti |
| ------------------- | ---- | ----- |
| Woodard Lynette     | 39   | 969   |
| Street Regina       | 36   | 817   |
| Padovani Susanna    | 38   | 362   |
| Tufano Giuseppina   | 39   | 290   |
| Anellino Annarita   | 35   | 178   |
| Vinci Sofia         | 28   | 174   |
| Gitani Roberta      | 39   | 150   |
| Nimis Mara          | 27   | 51    |
| Altamore Daniela    | 15   | 9     |
| Ursino Maria Grazia | 4    | 8     |
| Ingargiola Elena    | 2    | 4     |
| Puglisi Maria       | 13   | 0     |
| Fugazzotto Marilena | 3    | 0     |